# Mannar (Kerala)
Mannar es una ciudad censal situada en el distrito de Alappuzha en el estado de Kerala (India). Su población es de 17067 habitantes (2011). Se encuentra a 32 km de Alappuzha.

## Demografía
Según el censo de 2011 la población de Mannar era de 26943 habitantes, de los cuales 7869 eran hombres y 9198 eran mujeres. Mannar tiene una tasa media de alfabetización del 96,39%, superior a la media estatal del 94%: la alfabetización masculina es del 97,79%, y la alfabetización femenina del 95,21%.